# حمام حاج علی بابا

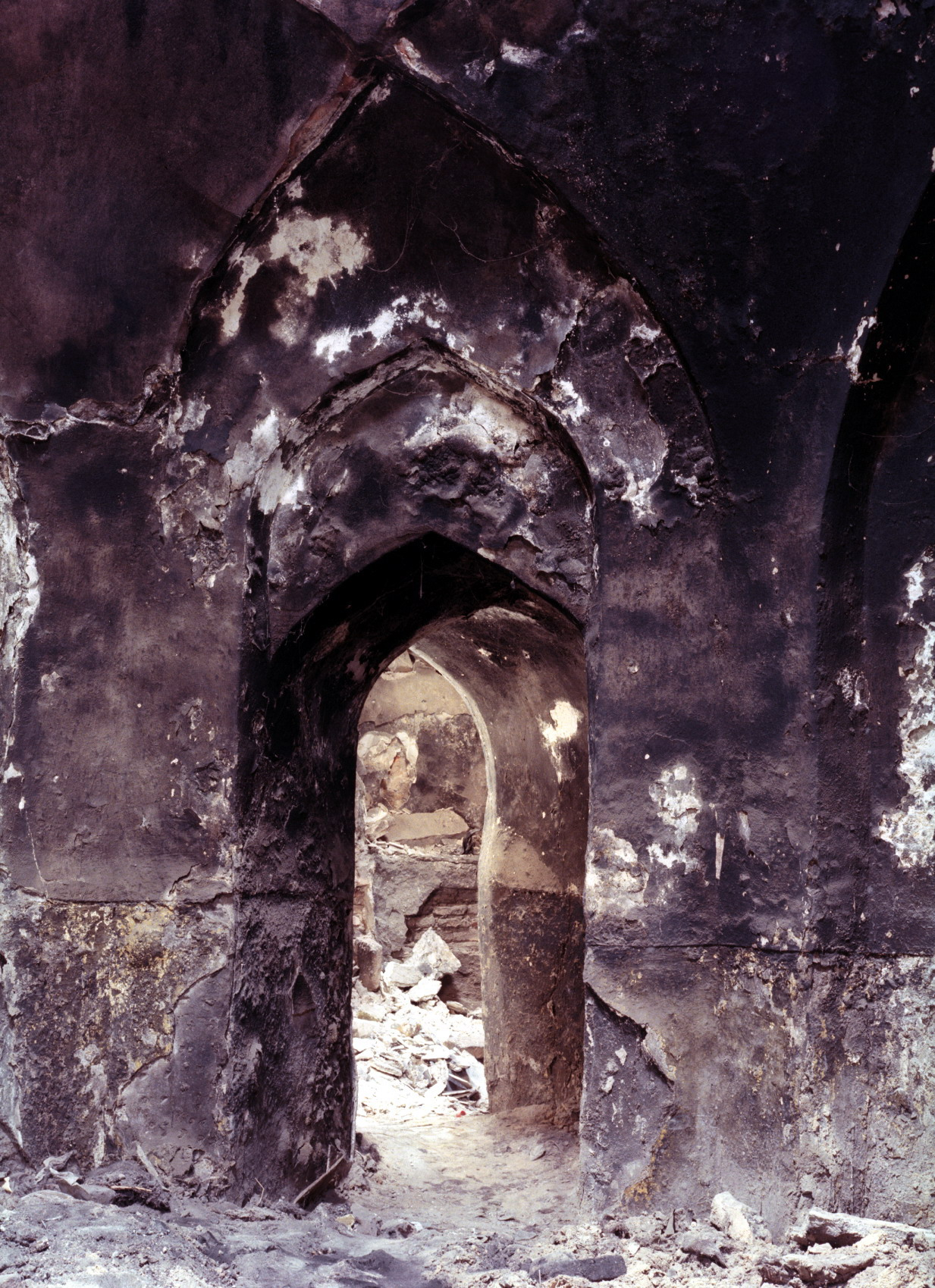
ورودی اتاق حجامت

حمام حاج علی بابا،  از حمام‌های بزرگ و تاریخی و متروک تبریز است.
در قدیم حمام‌های عمومی اصولاً نقش اساسی در بهداشت جامعه داشتند. البته این حمام‌ها دارای درجه‌بندی‌هایی هم بودند. تعداد این حمام‌ها در تبریز بیشتر از جاهای دیگر و اکثراً در هر محله‌ای یکی دو عدد حمام وجود داشته است. فعلاً که سال ۱۳۹۰ هجری شمسی است فقط تعداد پنج حمام عمومی فعال (حمام فرمانفرما واقع در خیابان ششگلان پشت بیمارستان فرمانفرما(کودکان)، حمام سرهنگ واقع در ورودی میدان قطب، حمام علی واقع در خیابان طالقانی، حمام حقیقت واقع در خیابان ملل متحد، جنب گذر میدان کاه و ...) وجود دارد. بقیه (حمام میرزا مهدی، حمام نخست، حمام شالچیلر، حمام نوبر، حمام بهار، حمام سید گلابی، حمام نظافت، حمام مهدی‌خان) یا تغییر کاربری یافته‌اند یا به مرور زمان ویران شده و از بین رفته‌اند.

## بخش‌ها
در این حمام بخش مختلفی وجود دارد. علاوه بر بخش‌های رختکن، اتاق نظافت و دستشوئی که در اکثر حمام‌ها موجود است، اتاقی برای انجام حجامت و فصد نیز در این حمام وجود داشته است.